# Phylica pearsonii
Phylica pearsonii är en brakvedsväxtart som beskrevs av Neville Stuart Pillans. Phylica pearsonii ingår i släktet Phylica och familjen brakvedsväxter. Inga underarter finns listade i Catalogue of Life.